# Momo (film)
Momo is een Duits-Italiaanse kinderfilm uit 1986 onder regie van Johannes Schaaf. De film is gebaseerd op de gelijknamige roman uit 1973 van de Duitse auteur Michael Ende.

## Verhaal
Het weesmeisje Momo woont in een amfitheater buiten de stad. Ze heeft veel vrienden en krijgt almaar bezoek. Dat verandert als de tijdspaarders opduiken, mannen in grijze pakken die de mensen ertoe aansporen om zich niet bezig te houden met nutteloze zaken.

## Rolverdeling
| Acteur              | Personage                   |
| ------------------- | --------------------------- |
| Radost Bokel        | Momo                        |
| Leopoldo Trieste    | Beppo                       |
| Bruno Stori         | Gigi                        |
| Mario Adorf         | Nicola                      |
| Armin Mueller-Stahl | Leider van de grijze mannen |
| Ninetto Davoli      | Nino                        |
| Concetta Russino    | Liliana                     |
| Francesco de Rosa   | Fusi                        |
| Sylvester Groth     | Agent BLW / 553 X           |
| Elide Melli         | Mevr. Daria                 |
| Piero Tordi         | Ettore                      |
| Hartmut Kollakowsky | Grijze man                  |
| John Huston         | Meester Hora                |